# William Kent Ford mlajši
William Kent Ford mlajši, ameriški astronom in astrofizik * 8. april 1931, Clifton Forge, Virginija, ZDA, † 18. junij 2023.
Ford je deloval na področju temne snovi.